# Gymnopternus angustifrons
Gymnopternus angustifrons är en tvåvingeart som först beskrevs av Rasmus Carl Staeger 1842.  Gymnopternus angustifrons ingår i släktet Gymnopternus, och familjen styltflugor. Arten är reproducerande i Sverige.